# Wiener Neudorf
Wiener Neudorf är en köpingskommun i distriktet Mödling i det österrikiska förbundslandet Niederösterreich. Kommunen ligger cirka 14 kilometer söder om centrala Wien och har 9 628 invånare (2024). Bland sevärdheterna finns det gamla rådhuset och kyrkan Maria Schnee.
Orten är synnerligen industrität - merparten av industriområdet Industriezentrum Niederösterreich Süd ligger i Wiener Neudorf.

## Sevärdheter

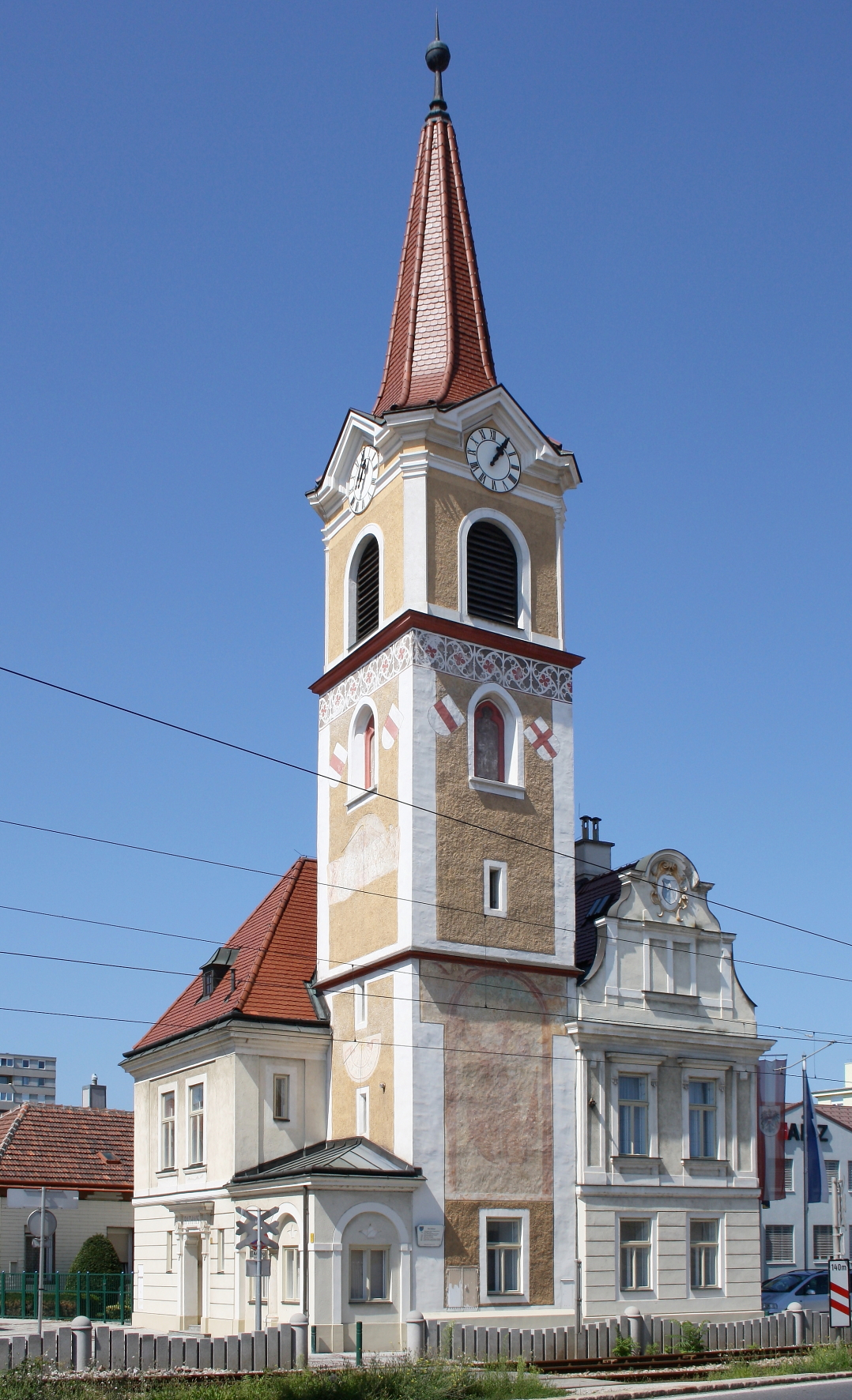
Det gamla rådhuset (Das alte Rathaus)
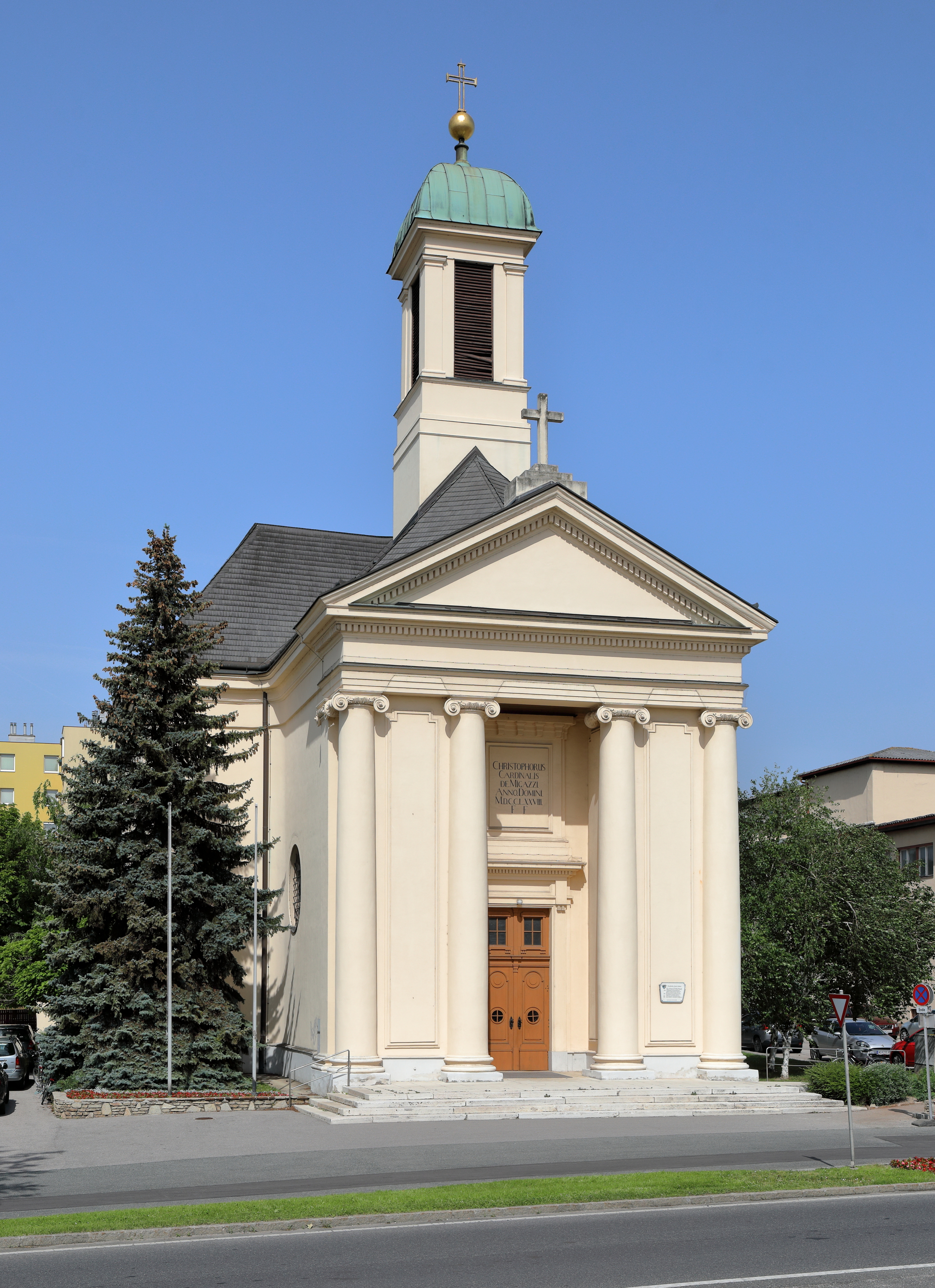
Kyrkan Maria Schnee